# بريبين راسموسن
بريبين راسموسن (بالدنماركية: Preben Rasmussen)‏ (14 نوفمبر 1941 - ) هو ملاكم دانمركي.

## روابط خارجية
- بريبين راسموسن على موقع أوليمبيديا (الإنجليزية)